# Михайлов, Валериан Владимирович
Валериа́н Влади́мирович Миха́йлов (22 марта 1926 — 31 мая 2018) — советский дипломат. Чрезвычайный и полномочный посол.

## Биография
На дипломатической работе с 1952 года.
- В 1952—1954 годах — сотрудник центрального аппарата МИД СССР.
- В 1954—1959 годах — сотрудник Посольства СССР в США.
- В 1959—1964 годах — сотрудник центрального аппарата МИД СССР.
- В 1964—1969 годах — советник Посольства СССР в США.
- В 1969—1977 годах — на ответственной работе в центральном аппарате МИД СССР.
- С 22 октября 1977 по 21 июля 1981 года — чрезвычайный и полномочный посол СССР на Филиппинах[1].
- В 1981—1989 годах — на ответственной работе в центральном аппарате МИД СССР, руководитель советской делегации на Венских переговорах о взаимном сокращении вооружённых сил и вооружений в Центральной Европе.

## Награды
- Орден Дружбы народов;
- Медаль «За трудовую доблесть»;
- Почётная грамота Президиума Верховного совета РСФСР.